# Wiercenia udarowe
Wiercenia udarowe – rodzaj techniki wiertniczej, polegającej na drążeniu otworu wiertniczego za pomocą uderzeń w skałę słupkami koronki. Wytworzone zwierciny są usuwane z otworu za pomocą płuczki powietrznej lub wodnej. 
W XIX wieku początkiem wiercenia udarowego było podnoszenie, a następnie szybkie opuszczanie świdra.
Obecnie udar jest generowany hydraulicznie lub pneumatycznie.
Rozróżnia się typy (lub sposoby) wiercenia udarowego:
- "pensylwański" – świder zapuszczany na przewodzie linowym, gdzie obrót świdra wokół osi otworu jest umożliwiony dzięki sprężystości lin, wiercenia takie są na sucho (do usuwania zwiercin stosuje się łyżki wiertnicze)
- "kanadyjski" – świder zapuszczany na przewodzie żerdziowym, obrót świdra wymaga obrotu przewodu wiertniczego o pewien kąt po każdym uderzeniu, wiercenia są na sucho lub z płuczką; sposobu tego zaprzestano w XX w. w miarę rozpowszechnienia wierceń obrotowych.

Systemy wiercenia udarowego:
- Dolny młotek (napędzany najczęściej pneumatycznie).
- Górny młotek (wiertarki hydrauliczne na wiertnicach i pneumatyczne ręczne).
- System Coprod (system opatentowany przez Atlas Copco stanowi połączenie zalet wiercenia dolnym i górnym młotkiem, ma system podwójnej żerdzi, z których jedna przenosi udar a druga obrót).